# مونیکا باربارو
مونیکا باربارو (به انگلیسی: Monica Barbaro) (زاده ۱۸ ژوئن ۱۹۹۰) یک هنرپیشه اهل ایالات متحده آمریکا است. او برای نقش‌های سینمایی‌اش در فیلم‌های کلیسای جامع (۲۰۲۱)، تاپ گان: ماوریک (۲۰۲۲) و در نیمه‌شب (۲۰۲۳) شناخته شده است. او در سریال فوبار (۲۰۲۳) در کنار آرنولد شوارتزنگر ایفای نقش کرده است.
او در میل ولی، کالیفرنیا، جایی که در سال ۲۰۰۷ از دبیرستان تامالپایس فارغ‌التحصیل شد، بزرگ شد. پدر و مادرش زمانی که او کودک بود طلاق گرفتند. باربارو از سنین پایین شروع به رقصیدن کرد و به تحصیل در رشته باله ادامه داد. او در حالی که دروس انتخابی بازیگری را می‌گذراند، مدرک رقص را در مدرسه هنر تیش دانشگاه نیویورک در شهر نیویورک به پایان رساند. پس از فارغ‌التحصیلی در سال ۲۰۱۰، او تصمیم گرفت بازیگری را دنبال کند و به سانفرانسیسکو بازگشت. در آنجا، او در مدرسه بازیگری خانه نمایش بورلی هیلز شرکت کرد. او در سال ۲۰۲۳ با تاجر یک ایرانی_آمریکایی ازدواج کرد.